# Michal Jan Josef Brokoff

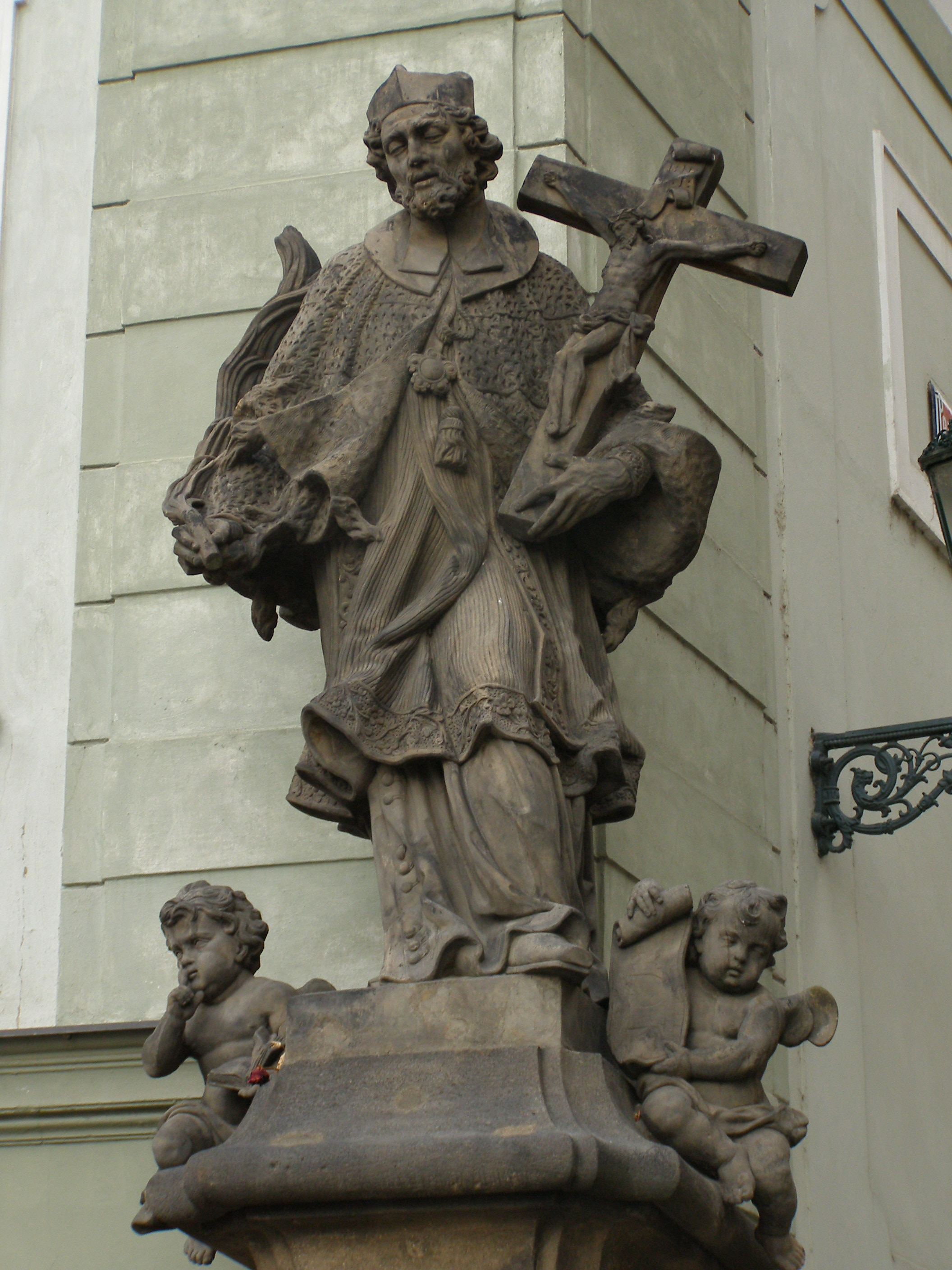
Jan Nepomucký na pražských Radnických schodech.

Michal Jan Josef Brokoff, též Brokoff, Brokhoff, Brokov, či Prokov; (28. dubna 1686 Klášterec nad Ohří – 8. září 1721 Praha) byl český barokní sochař, syn Jana Brokoffa, bratr Ferdinanda Maxmiliána Brokoffa.

## Život
Narodil se jako nejstarší ze čtyř dětí sochaře a řezbáře Jana Brokoffa. Spolu se svým o dva roky mladším bratrem Ferdinandem začínal v otcově dílně, kde se naučil sochařskému řemeslu. Dále se vzdělával u dalších pražských řezbářů, zejména u F. O. Quitainera. Zůstal svobodný a celý život prožil v Praze v rodičovském domě. Po otcově smrti se stal představeným rodinné dílny, po nějaké době přenechal vůdčí místo bratrovi.  Svého otce přežil jen o tři roky, zemřel na silikózu v roce 1721 ve věku 35 let. Byl pochován na hřbitově při kostele sv. Martina ve zdi na Starém Městě Pražském, který dnes již neexistuje. Pamětní deska rodiny Brokoffů z počátku 20. století je umístěna ve zdi kostela. 

## Dílo
Michalovo dílo tvoří přechod mezi otcovými kamenickými pracemi a vrcholnými barokními díly bratra Ferdinanda. Vyznačuje se řemeslnou zručností, ale ve srovnání s bratrovými sochami jsou jeho výtvory střídmější, méně prostorově řešené, jakoby strnulejší a poněkud méně harmonizované.  Mnohá díla tvořil v součinnosti se svým otcem nebo bratrem Ferdinandem. Kolem autorství jeho soch bylo vedeno mnoho uměleckohistorických diskusí.
Výběr díla připisovaného Michalu Brokoffovi:

### Praha
- Malá Strana, úpatí Radničních schodů, socha sv. Jana Nepomuckého (snímky)
- Nové Město, u kostela Nejsvětější Trojice v Trojické, socha sv. Jana Nepomuckého
- Vyšehrad, u kaple sv. Ludmily, socha sv. Ludmily[4]
- Malá Strana, u kostela sv. Jana Křtitele Na prádle, socha sv. Jana Nepomuckého (snímek)
- Karlův most, socha sv. Vojtěcha (bratrův rukopis je patrný na drapérii)[5], rok 1709
- Karlův most, sousoší sv. Jan Křtitel, Ježíš Kristus a Bůh Otec, rok 1706 (po roce 1945 přemístěno do Lapidária Národního muzea)[5]
- Karlův most, sousoší sv. Barbory se sv. Markétou a sv. Alžbětou (poslední jmenovaná nese rukopis mladšího bratra Ferdinanda) [6]
- Staré město, Klementinum, výzdoba
- portál domu U Hopfenštoků v Navrátilově ulici č. 2 [5]
- Staré Město, u kostela sv. Ducha socha Jana Nepomuckého jako almužníka [5]

### Čechy
- Děčín, Staroměstský most, sochy českých patronů (snímky)
- Police nad Metují, sousoší Panny Marie
- Rožďalovice, výzdoba areálu zámku